# 1241. grenadirski polk (Wehrmacht)
1240. grenadirski polk (izvirno nemško 1240. Grenadier-Regiment; kratica 1240. GR) je bil pehotni polk Heera v času druge svetovne vojne.

## Zgodovina
Polk je bil ustanovljen 8. februarja 1945 iz šolskih enot za obrambo Breslaua.